# Maurice Druon
Maurice Druon (París, 23 de abril de 1918-ibídem, 14 de abril de 2009) fue un escritor francés y miembro de la Academia francesa.

## Biografía
Dos años después de su nacimiento en París, se suicidó su padre, el actor judío ruso y miembro de la Comédie-Française Lazare Kessel (1899-1920), que no lo había reconocido. Su madre, Léonilla Jenny Lucie Druon (nacida Léonilla Jenny Lucie Samuel-Cros, París, 1893-1991), se volvió a casar en 1926; Maurice posteriormente asumió el apellido de su padre adoptivo, el abogado René Druon (1874-1961). 
Pasó su infancia en Croix-Saint-Leufroy en Normandía y realizó sus estudios secundarios en el Liceo Michelet. Comenzó a publicar, a la edad de dieciocho años, en revistas y periódicos literarios mientras cursaba la carrera de Ciencias políticas (1937-1939).  
En septiembre de 1939, habiendo sido llamado para el servicio militar, escribió un artículo para el Paris-Soir titulado «Tengo veinte años y me marcho» («J'ai vingt ans et je pars»). En 1940 luchó contra las tropas del III Reich. Tras la caída de Francia en 1940, fue desmovilizado y permaneció en la zona de Francia no ocupada. Su primera obra, Mégarée, fue producida en Monte Carlo en febrero de 1942. Ese mismo año se unió a las fuerzas de Charles de Gaulle: Druon se convirtió en ayudante de campo del general François d'Astier de La Vigerie.  
Druon fue miembro de la Resistencia Francesa y marchó a Londres en 1943 para participar en el programa de la BBC Honneur et Patrie. Con su tío, el escritor Joseph Kessel, escribieron una letra en francés para acompañar la melodía del Canto de los partisanos (Chant des Partisans), el himno de la Resistencia Francesa, compuesto en 1941 por Anna Marly.
A partir de 1946 se consagró a su carrera literaria y recibió en 1948 el Premio Goncourt por su novela Las Grandes Familias (Les grandes familles), la primera parte de la célebre trilogía que completaría con La caída de los cuerpos (La Chute des Corps) y Cita en los infiernos (Rendez-vous aux enfers).
El 8 de diciembre de 1966 fue elegido miembro de la Academia francesa, sucediendo a Georges Duhamel. Fue nombrado Secretario Perpetuo de la Academia en 1985, pero prefirió dimitir del cargo a finales de 1999 debido a la edad; propuso exitosamente que le sucediera Hélène Carrère d'Encausse, la primera mujer en lograrlo, y recibió el título de Secretario perpetuo honorario después de 2000. A la muerte de Henri Troyat el 2 de marzo de 2007, se convirtió en decano de la Académie.
Aunque su obra académica hizo que consiguiera un sillón en la Academia, a Druon se le conoce sobre todo por su serie de siete novelas históricas publicadas a partir de los años 1950 bajo el título de Los Reyes malditos (Les Rois maudits). Las novelas fueron adaptadas para la televisión francesa en 1972, ganando un público mayor a través de las ventas en el extranjero, y de nuevo en 2005, con Jeanne Moreau de protagonista. El escritor de fantasía George R. R. Martin afirmó que las novelas han sido una inspiración para su serie de fantasía Canción de hielo y fuego, y consideró a Druon «el mejor autor de novelas históricas de Francia desde Alexandre Dumas».
La única obra de Druon para niños, Tistú, el de los pulgares verdes (Tistou les pouces verts), se publicó en 1957 y fue traducido al inglés en 1958 (comoTistou of the Green Thumbs) y 2012 (como Tistou: The Boy With Green Thumbs). En España la Editorial Juventud, S.A. publicó Tistú, el de los pulgares verdes (1987) y El Tistú, el dels polzes verds (1986).  
Druon fue ministro de Cultura en 1973 y 1974, en el gabinete de Pierre Messmer, y diputado de París desde 1978 a 1981.   
Al morir en 2009, le sobrevivió su segunda esposa, Madeleine Marignac, con quien se había casado en 1968.

## Les Rois maudits(Los reyes malditos)
Su obra magna es la serie de siete novelas históricas titulada Los reyes malditos (Les Rois Maudits), publicada entre 1955 y 1977:
1. Le Roi de fer (El rey de hierro)
2. La Reine étranglée (La reina estrangulada)
3. Les Poisons de la couronne (Los venenos de la corona)
4. La Loi des mâles (La ley de los varones)
5. La Louve de France (La loba de Francia)
6. Le Lys et le lion (La flor de lis y el león)
7. Quand un Roi perd la France (De cómo un rey perdió Francia)